# Steve Stirling
Steve Stirling (* 9. November 1949 in Clarkson, Ontario) ist ein ehemaliger kanadischer Eishockeyspieler und -trainer. Seit 2017 ist er Scout für die Ottawa Senators aus der National Hockey League (NHL). Der Center war hauptsächlich in der American Hockey League sowie beim Wiener EV in der österreichischen Bundesliga aktiv. Als Cheftrainer arbeitete er unter anderem für das NHL-Team der New York Islanders.

## Karriere als Spieler
Steve Stirling begann seine Karriere 1968 an der Boston University, wo er als Center spielte. In seinem dritten Jahr wurde er Topscorer seines Teams und führte es als Kapitän zum Gewinn der nationalen College-Meisterschaft der National Collegiate Athletic Association (NCAA). Ab der Saison 1971/72 spielte er drei Jahre für die Boston Braves in der American Hockey League (AHL), bevor sich das Team auflöste. Die nächsten zwei Spielzeiten verbrachte er bei den Rochester Americans in der AHL und den Broome Dusters in der North American Hockey League (NAHL). In dieser Zeit wirkte er als Statist in der Komödie Schlappschuss mit Paul Newman in der Hauptrolle mit.
Von 1976 bis 1978 war Stirling in der österreichischen Bundesliga für den Wiener EV aktiv, bevor er seine Karriere im Alter von 29 Jahren beendete.

### Erfolge und Auszeichnungen
- 1971 NCAA-Championship mit der Boston University
- 1971 ECAC First All-Star Team

### Karrierestatistik
(Legende zur Spielerstatistik: Sp oder GP = absolvierte Spiele; T oder G = erzielte Tore; V oder A = erzielte Assists; Pkt oder Pts = erzielte Scorerpunkte; SM oder PIM = erhaltene Strafminuten; +/− = Plus/Minus-Bilanz; PP = erzielte Überzahltore; SH = erzielte Unterzahltore; GW = erzielte Siegtore; 1 Play-downs/Relegation; Kursiv: Statistik nicht vollständig)

## Karriere als Trainer
Steve Stirlings erste Trainerstation war das Universitätsteam des Babson College, welches er von 1978 bis 1983 sowie von 1985 bis 1993 trainierte. Von 1983 bis 1985 war er Trainer des Teams des Providence College, mit dem er in seinem zweiten Jahr Meister von Hockey East wurde und im Finale um die NCAA-Meisterschaft gegen Rensselaer unterlag.
Nach fünfjähriger Pause wurde er in der Saison 1998/99 Co-Trainer der Lowell Lock Monsters, bei denen er drei Jahre blieb. In der Saison 2001/02 trainierte er die Bridgeport Sound Tigers und wurde somit erstmals Headcoach eines Profiteams. Gleich in seinem ersten Jahr erreichte er das Finale um den Calder Cup und blieb noch weiteres Jahr in der AHL, bevor ihn die New York Islanders aus der National Hockey League zu ihrem neuen Trainer ernannten. Sein Team erreichte die Playoffs, wurde aber vom späteren Stanley-Cup-Sieger Tampa Bay Lightning in fünf Spielen im Conference-Viertelfinale geschlagen. Nachdem die Saison 2004/05 aufgrund des Lockout abgesagt wurde, stand Stirling zur Saison 2005/06 wieder bei den Islanders hinter der Bande. Im Januar 2006 wurde er entlassen, sodass seine Zeit in der besten Eishockeyliga der Welt beendet war. Im nächsten Jahr war er Trainer der Springfield Falcons in der AHL und wechselte anschließend zu den Norfolk Admirals. Hier erlebte er eine enttäuschende Saison, an deren Ende das schlechteste Ergebnis in der Geschichte der Admirals stand. Nachdem der Club ihm nur einen Job als Scout anbot, entschied er sich zu einem Wechsel nach Europa.
Stirling unterschrieb im Sommer 2008 bei den Iserlohn Roosters aus der Deutschen Eishockey Liga einen Zwei-Jahres-Vertrag und wurde somit Nachfolger von Rick Adduono, mit dem er zwischen 1975 und 1977 in einem Team spielte. Im Sauerland wurde er nach 44 Spielen beurlaubt. Nachdem der Kanadier in der Saison 2009/10 als Cheftrainer des SHC Fassa aus der Serie A tätig gewesen war, übernahm er zur folgenden Spielzeit die Funktion des Assistenztrainers bei den Binghamton Senators aus der American Hockey League. In dieser Position blieb er bis 2017 und gewann mit dem Team in dieser Zeit einmal den Calder Cup.
Seit 2017 ist Stirling nicht mehr als Trainer tätig, sondern fungiert als Scout für die NHL-Organisation der Ottawa Senators.

### Erfolge und Auszeichnungen
- 1980 NCAA-III-Trainer des Jahres
- 1982 NCAA-III-Trainer des Jahres
- 1985 Meister der Hockey East mit dem Providence College
- 2011 Calder-Cup-Gewinn mit den Binghamton Senators (als Co-Trainer)

## Familie
Steve Stirling ist der Vater des ehemaligen Eishockeyspielers Scott Stirling, der wie sein Vater hauptsächlich in der American Hockey League (AHL) aktiv war.